# Бронсон (Флорида)
Бронсон (енгл. Bronson) град је у америчкој савезној држави Флорида. По попису становништва из 2010. у њему је живело 1.113 становника.

## Демографија
Према попису становништва из 2010. у граду је живело 1.113 становника, што је 149 (15,5%) становника више него 2000. године.
| Група             | 2000.       | 2010.       |
| Белци             | 589 (61,1%) | 701 (63,0%) |
| Афроамериканци    | 281 (29,1%) | 285 (25,6%) |
| Азијати           | 1 (0,1%)    | 3 (0,3%)    |
| Хиспаноамериканци | 78 (8,1%)   | 91 (8,2%)   |
| Укупно            | 964         | 1.113       |